# Novo Brasil
Novo Brasil là một đô thị thuộc bang Goiás, Brasil. Đô thị này có diện tích 649,954 km², dân số năm 2007 là 4181 người, mật độ 5,7 người/km².